# Bengkel (Busungbiu)
Bengkel is een bestuurslaag in het regentschap Buleleng van de provincie Bali, Indonesië. Bengkel telt 2513 inwoners (volkstelling 2010).